# Manage IT
Manage IT (Eigenschreibweise manage it) ist eine zweimonatlich erscheinende deutschsprachige Fachzeitschrift, die sich mit strategischen und lösungsorientierten IT-Entscheidungen für Unternehmen beschäftigt und sich an Fach- und Führungskräfte wendet.

## Themen und Zielgruppe
Die Spanne der avisierten Leserschaft reicht von Geschäftsführern und Vorständen über die Leiter der Bereiche IT, Rechenzentrum oder Vertrieb bis hin zu Produktmanagern, Consultants und Professoren in Konzernen, Firmen, Behörden, Verbänden und Institutionen. 
Inhaltlich deckt jede Ausgabe ein „Top-Thema“ sowie die Rubriken: Business, Services, Infrastruktur und Kommunikation ab. Die Analysen, Fallbeispiele und Fachbeiträge werden von Fachjournalisten und Autoren aus der Industrie und der Wissenschaft verfasst. 
Mit der sechsmal im Jahr geplanten Beilage „Vertikal – IT-Technologie im Branchenfokus“ konzentriert sich die Redaktion pro Ausgabe auf jeweils eine einzelne Branche wie Telekommunikation, Logistik, Health Care, Logistik, Banken/Versicherungen, Energie, Maschinenbau oder Automotive. 
Ebenso ist das Supplement „Security Spezial“ auf sechs Ausgaben pro Jahr angelegt. Hier geht es insbesondere darum, „ ...den Managern in Unternehmen ... Strategien und Lösungen für alle Bereiche der IT-Sicherheit aufzuzeigen und die Sensibilität für Sicherheitsfragen zu erhöhen.“.

## Auflagenentwicklung
| 1998 | 1999 | 2000 | 2001 | 2002 | 2003 | 2004 | 2005 | 2006  | 2007  | 2008  | 2009  | 2010  | 2011  | 2012  | 2013  | 2014  | 2015  | 2016  | 2017  | 2018  | 2019  | 2020  | 2021  | 2022  | 2023  | 2024  |
| ---- | ---- | ---- | ---- | ---- | ---- | ---- | ---- | ----- | ----- | ----- | ----- | ----- | ----- | ----- | ----- | ----- | ----- | ----- | ----- | ----- | ----- | ----- | ----- | ----- | ----- | ----- |
|      |      |      |      |      |      | 9687 | 9364 | 10837 | 10454 | 10672 | 10859 | 11343 | 11285 | 11234 | 11316 | 11330 | 11257 | 13640 | 13820 | 13911 | 14154 | 14284 | 50740 | 57403 | 47994 | 77336 |

## Sonstiges
Die Anteile am herausgebenden ap Verlag werden hälftig von Geschäftsführer und Chefredakteur Albert Absmeier und Geschäftsführer Philipp K. Schiede gehalten.